# エミール・ヒルシュフェルト
エミール・ヒルシュフェルト（Emil Hirschfeld, 1903年7月31日 - 1968年2月23日）は、ドイツの陸上競技選手である。彼は、1928年に開催されたアムステルダムオリンピックの砲丸投で銅メダルを獲得した。

## 経歴
ヒルシュフェルトは、アムステルダムオリンピックの直前に当時の砲丸投世界記録となる15メートル75センチを出して、オリンピックに臨んだ。7月29日に実施された砲丸投の予選では15メートル72センチを投げて、出場22選手のうち、1投目でオリンピック記録となる15メートル75センチを投げたアメリカ代表のハーマン・ブリックスに次ぐ2番目の成績で同日の決勝に進んだ。
予選上位の6選手が競った決勝では、アメリカ代表のジョン・クックが15メートル87センチの記録でヒルシュフェルトが持っていた世界記録を更新して金メダルを獲得した。ハーマン・ブリックスが2位で続き、ヒルシュフェルトは3位となって銅メダルを獲得した。なお、このオリンピックが終了した後に自己最高記録となる16メートル4センチを投げて、再び世界記録保持者となっている。
1932年ロサンゼルスオリンピックでは、砲丸投と円盤投に出場しているが、いずれもメダル獲得はならなかった。彼は1968年に東ベルリンで死去している。

## オリンピックでの成績
| 年   | 大会                       | 場所                       | 種目   | 結果 | 記録    |
| ---- | -------------------------- | -------------------------- | ------ | ---- | ------- |
| 1928 | アムステルダムオリンピック | アムステルダム（オランダ） | 砲丸投 | 3位  | 15m72cm |
| 1932 | ロサンゼルスオリンピック   | ロサンゼルス（アメリカ）   | 砲丸投 | 4位  | 15m56cm |
| 1932 | ロサンゼルスオリンピック   | ロサンゼルス（アメリカ）   | 円盤投 | 14位 | 42m42cm |